# Uys Krige
Mattheus Uys Krige, noto semplicemente come Uys Krige (Swellendam, 4 febbraio 1910 – Hermanus, 10 agosto 1987), è stato uno scrittore sudafricano di romanzi, racconti, poesie e opere teatrali in afrikaans e in inglese.
Nella letteratura sudafricana, Krige è annoverato tra i dertiger, ossia tra i cosiddetti "scrittori degli anni trenta". Uys Krige costituiva, secondo Jack Cope, un'eccezione tra i poeti e gli scrittori afrikaner della sua generazione a causa della sua ostilità al nazionalismo afrikaner estremo e al suprematismo bianco e fungeva da mentore nei giovani intellettuali afrikaner che si autoconvinsero di unirsi all'opposizione interna all'apartheid.

## Biografia

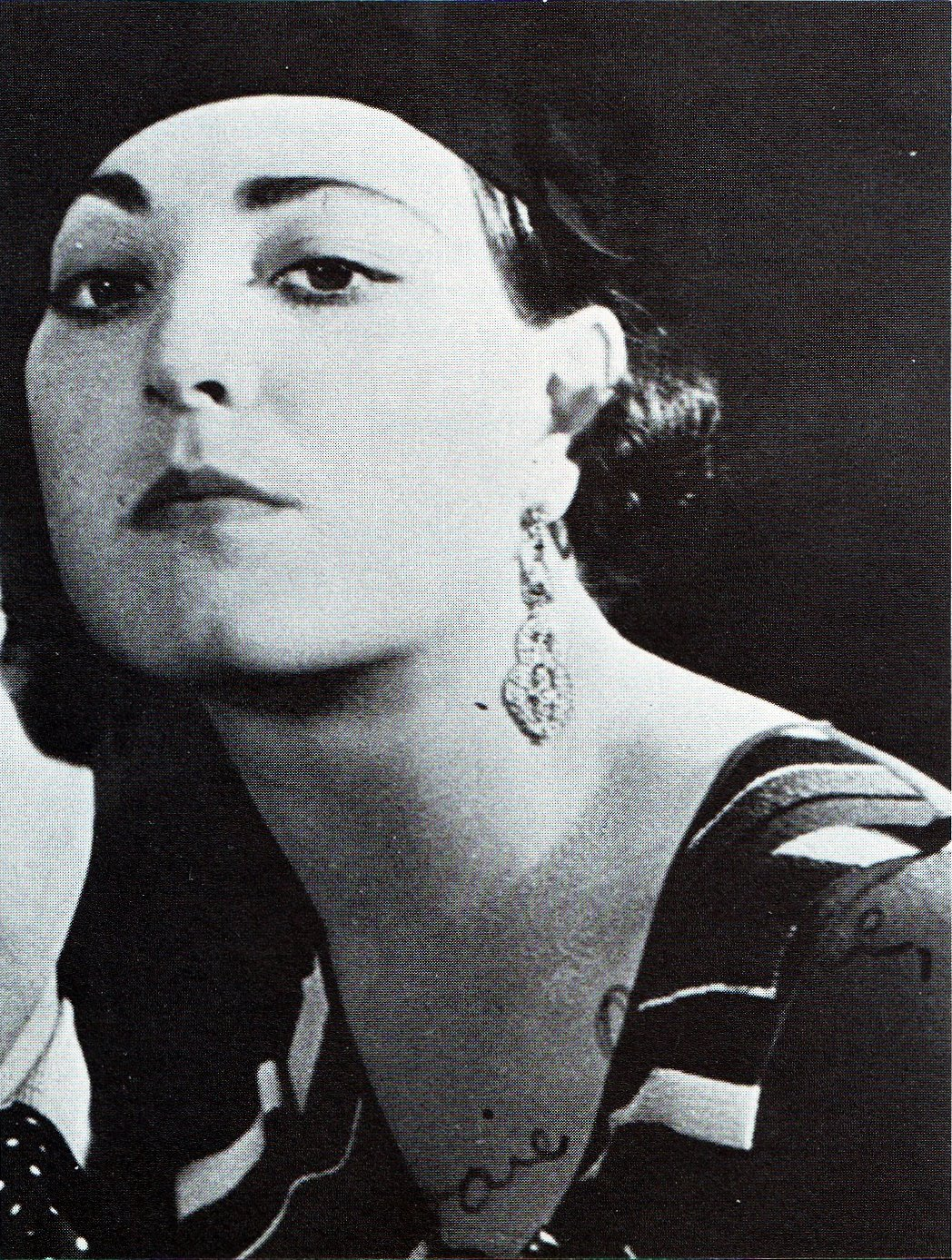
Lydia Lindeque, nata Rachel Alida du Toit, sposò Uys Krige nel 1937, dal quale ebbe una figlia e un figlio, Eulalia e Taillefer, nati rispettivamente nel 1937 e nel 1944. Poco dopo quest'ultimo anno Lydia si separerà da Krige e si risposerà con John Mantel

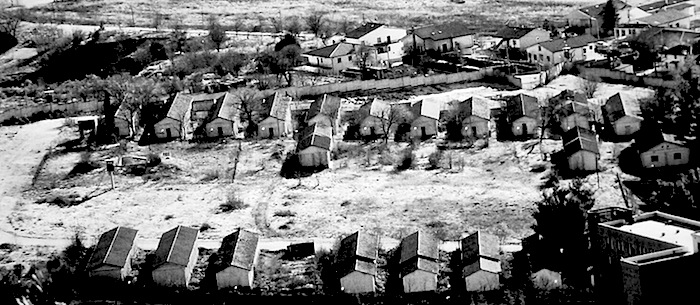
Il campo di internamento di Sulmona n. 78, in località Fonte d'Amore, in cui Uys Krige fu imprigionato nel 1941 e dal quale fuggì nel 1943

Uys Krige nacque a Bontebokskloof, vicino Swellendam, nella provincia del Capo, il 4 febbraio 1910, da famiglia nazionalista afrikaner, con padre Japie Daniel Krige rugbista, madre Sannie Hermina Uys scrittrice e fratello minore François Krige di professione pittore. Si formò all'Università di Stellenbosch, durante il quale ebbe occasione di unirsi alla società segreta Afrikaner Broederbond, salvo poi ritirarsi subito dopo. All'età di 21 anni, Krige partì per l'Europa, dove ebbe modo di imparare il francese e lo spagnolo; in Francia giocò a rugby per una squadra di Tolone, insegnò nuoto in Costa Azzurra e scrisse poesie ed articoli freelance per la stampa afrikaans. Dal 1931 al 1933 Krige visse a Martigues, in Provenza, dove fece da precettore alle figlie del poeta anglo-africano Roy Campbell. Nel 1933, a causa di difficoltà economiche dovute allo svalutamento della sterlina, dietro suggerimento dei Campbell, Krige si trasferì in Spagna. Due anni dopo, nel 1935, Krige tornò in Sudafrica e iniziò a scrivere per la rivista The Rand Daily Mail. Nel 1937 Krige scrisse la poesia afrikaans Lied van die fascistiese bomwerpers ("Inno dei bombardieri fascisti") che condannò i bombardamenti dei piloti tedeschi filo-nazionalisti della Legione Condor; sempre nello stesso anno sposò l'attrice Lydia Lindeque, dalla quale avrà poi un primo figlio di nome Eulalia. Durante la seconda guerra mondiale Krige fu corrispondente di guerra con l'esercito sudafricano durante la campagna abissina e la campagna nordafricana. Catturato nel 1941 nella battaglia di Tobruk, fu inviato in Italia come prigioniero di guerra nel campo di internamento di Sulmona, da cui fuggì due anni dopo, a seguito del rovesciamento di Benito Mussolini, attraversando vari paesi della Maiella, tra cui Campo di Giove e Roccacasale, per giungere infine nelle linee alleate in aiuto alla Resistenza italiana. Krige tornò poi in Sudafrica, dimostrando di aver appreso un italiano fluente e pubblicando la sua esperienza vissuta nel libro The Way Out, tradotto in Italia con il titolo Libertà sulla Maiella, oltre a poesie di guerra e racconti. Dopo che il Partito Nazionale prese il potere in Sudafrica nel 1948, Krige condusse attivamente fino alla fine degli anni sessanta una campagna politica come parte del Torch Commando insieme all'ex asso dell'aviazione della Royal Air Force Sailor Malan e a molti altri veterani afrikaner della seconda guerra mondiale contro i piani del nuovo governo di privare i voti agli elettori di colore. Uys Krige morì il 10 agosto 1987 vicino a Hermanus, nella provincia del Capo, all'età di 77 anni.

## Opere
Diari di viaggio e corrispondenze di guerra
- (EN)  The Way Out (Libertà sulla Maiella), 1946;
- (ES)  Sol y sombra (Sole e ombra), con illustrazioni di François Krige, 1948;
- (AF)   Ver in die wêreld (Lontano nel mondo), 1951;
- (AF)   Sout van die aarde (Sale della terra), 1961.

Drammi
- (AF)   Magdalena Retief, 1938;
- (AF)   Die goue kring (Il cerchio d'oro), 1956.

Drammi in un atto
- (AF)   Die wit muur (Il muro bianco), 1940;
- (AF)   Alle paaie gaan na Rome (Tutte le strade portano a Roma), 1949;
- (AF)   Die sluipskutter (Il cecchino), 1951.

Raccolte di poesie
- (AF)   Kentering (Cambio), 1935;
- (AF)   Rooidag (Giorno rosso), 1940;
- (AF)   Oorlogsgedigte (Poesie di guerra), 1942;
- (AF)   Hart sonder hawe (Cuore senza porto), 1949;
- (AF)   Ballade van die groot begeer (Ballata del grande desiderio), 1960;
- (AF)   Vooraand (La sera prima), 1964.

Romanzi
- (AF)   Die palmboom (La palma), 1940;
- (EN)  The dream and the desert (Il sogno e il deserto), 1953.